# Radosław Sikorski
Radosław Tomasz Sikorskiⓘ, Radek Sikorski (ur. 23 lutego 1963 w Bydgoszczy) – polski polityk, dziennikarz i politolog.

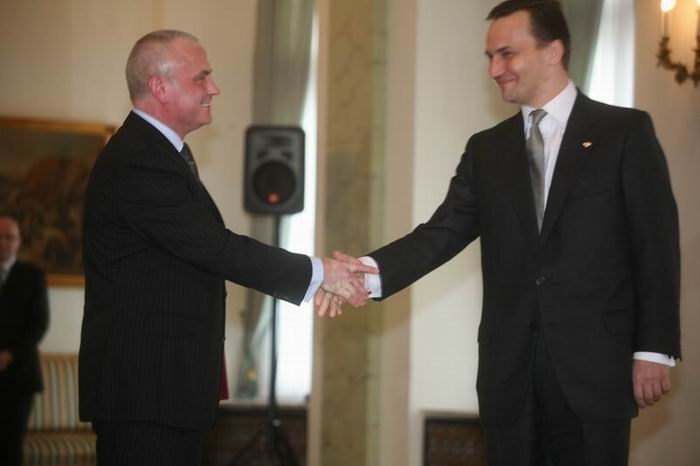
Radosław Sikorski i jego następca w MON Aleksander Szczygło (2007)

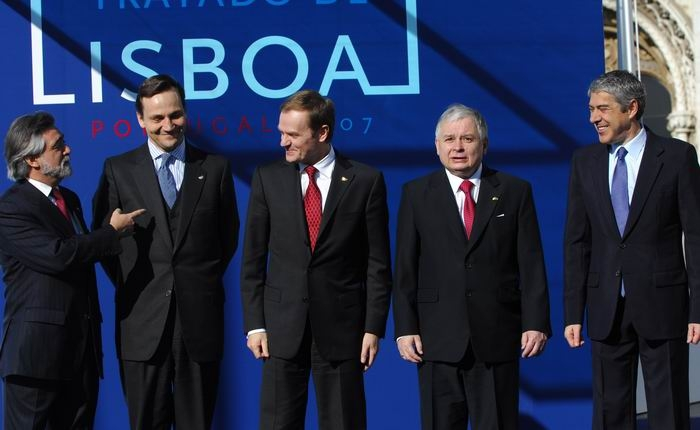
Od lewej: minister spraw zagranicznych Portugalii Luís Amado, Radosław Sikorski, Donald Tusk, Lech Kaczyński i premier Portugalii José Sócrates w Lizbonie (2007)

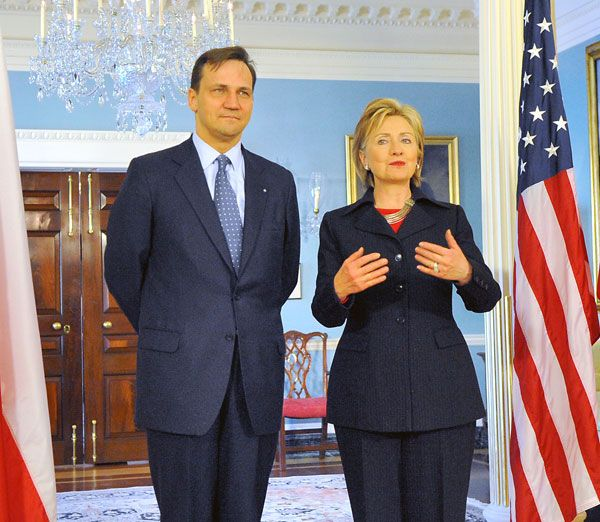
Radosław Sikorski z sekretarz stanu USA Hillary Clinton (2009)

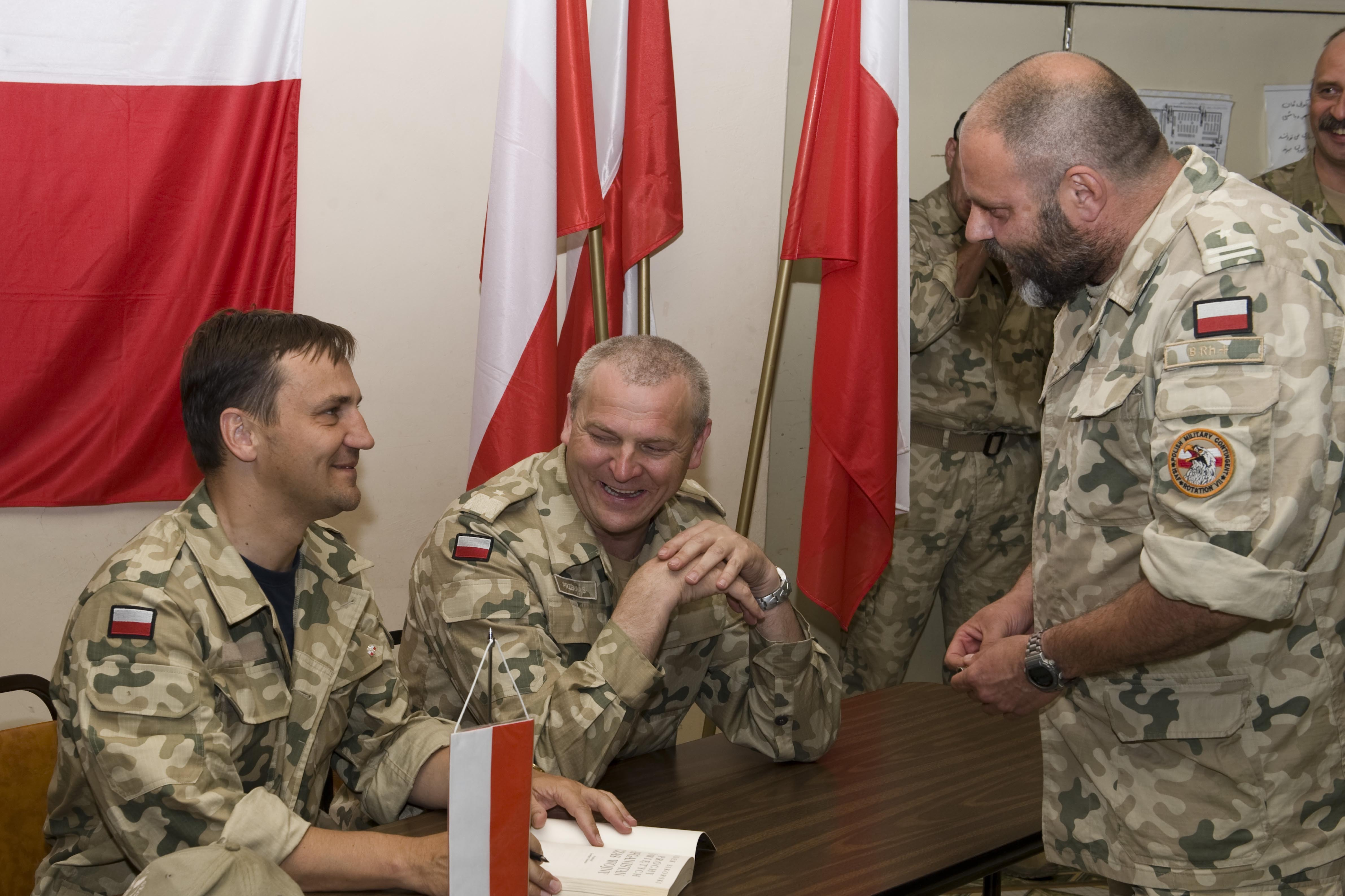
Radosław Sikorski podczas wizyty w Ghazni (2010)

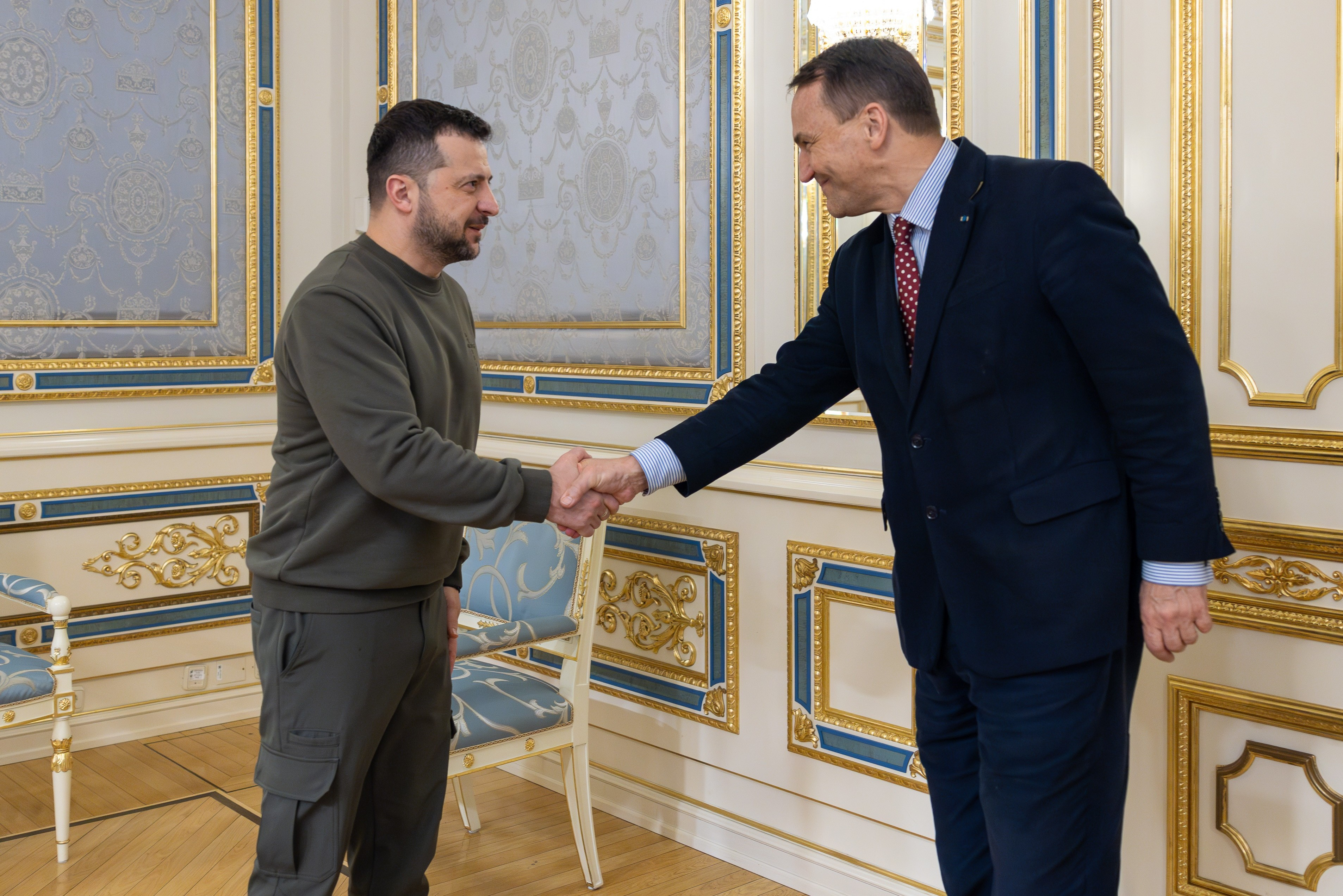
Radosław Sikorski i Wołodymyr Zełenski podczas oficjalnej wizyty w Kijowie (2023)

W drugiej połowie lat 80. reporter wojenny w Afganistanie i Angoli; laureat nagrody World Press Photo w kategorii zdjęć reporterskich. Senator VI kadencji (2005–2007), poseł na Sejm VI i VII kadencji (2007–2015), poseł do Parlamentu Europejskiego IX kadencji (2019–2023). W 1992 wiceminister obrony narodowej, w latach 1998–2001 wiceminister spraw zagranicznych, w latach 2005–2007 minister obrony narodowej w rządach Kazimierza Marcinkiewicza i Jarosława Kaczyńskiego, w latach 2007–2014 i od 2023 minister spraw zagranicznych w trzech rządach Donalda Tuska, marszałek Sejmu VII kadencji (2014–2015), wiceprezes Rady Ministrów (od 2025). Wraz z Carlem Bildtem inicjator zainaugurowanego w 2009 unijnego programu Partnerstwo Wschodnie. W 2014 podczas Euromajdanu lider misji dyplomatycznej Unii Europejskiej w Kijowie. W latach 2010–2016 wiceprzewodniczący Platformy Obywatelskiej.

## Życiorys

### Wykształcenie
W marcu 1981 w I Liceum Ogólnokształcącym w Bydgoszczy, wówczas noszącym imię Ludwika Waryńskiego, pełnił funkcję przewodniczącego uczniowskiego komitetu strajkowego, będącego odpowiedzią na tzw. wydarzenia bydgoskie.
W czerwcu 1981 wyjechał do Wielkiej Brytanii w celu nauki języka angielskiego. Po pół roku, kiedy w Polsce wprowadzony został stan wojenny, wystąpił o azyl polityczny, który przyznano mu w 1982. W Anglii podjął studia w Pembroke College Uniwersytetu Oksfordzkiego. Był członkiem Klubu Bullingdona. Po trzyletnim pobycie na tej uczelni ukończył studia, uzyskując tytuł zawodowy Bachelor of Arts na kierunku PPE (politologia, filozofia, ekonomia). Zgodnie z praktyką uniwersytet ten na wniosek Radosława Sikorskiego wystawił mu także dyplom Master of Arts. W 1999 ukończył Wyższy Kurs Obronny na Wydziale Bezpieczeństwa Narodowego Akademii Obrony Narodowej w Warszawie.

### Działalność zawodowa i społeczna
W latach 1986–1989 pracował jako dziennikarz – freelancer dla różnych tytułów prasy brytyjskiej („The Spectator”, „The Observer”). W 1986 w trakcie radzieckiej interwencji w Afganistanie wyjechał do tego kraju, początkowo – jak sam stwierdził – aby przyłączyć się do mudżahedinów. Jako korespondent wojenny „The Sunday Telegraph”, obserwował odpalenie przez islamskich bojowników rakiet Stinger, co było potwierdzeniem, że USA dostarczały Afgańczykom uzbrojenie.
W 1987 odbył podróż do Heratu. Podczas niej wykonał zdjęcie rodziny afgańskiej zabitej w bombardowaniu, za które dostał pierwszą nagrodę World Press Photo w kategorii zdjęć reporterskich. W 1989 został współpracownikiem amerykańskiego czasopisma „National Review” odpowiedzialnym za korespondencję z zapalnych rejonów świata. Początkowo pisał o Afganistanie, później także relacjonował konflikt w Angoli. Na łamach tego pisma w styczniu 1989 opublikowano jego artykuł The Coming Crack Up of Communism, poświęcony przewidywanemu upadkowi komunizmu. W latach 1990–1991 pełnił funkcję warszawskiego korespondenta „The Sunday Telegraph”.
Od 1988 do 1992 doradzał magnatowi prasowemu Rupertowi Murdochowi i reprezentował interesy należącej do niego News Corporation w Polsce, w tym przy nieudanej próbie utworzenia komercyjnej stacji telewizyjnej.
Jest autorem książek wydanych w kilku językach, m.in. Prochy Świętych (nt. wojny w Afganistanie), The Polish House – an Intimate History of Poland. Publikował także w „Rzeczpospolitej” i „The Wall Street Journal”. Występował jako ekspert w sprawach stosunków międzynarodowych w telewizjach polskich (TVP, TVN24) i zagranicznych (CNN, Fox News, BBC World News, Voice of America). W TVP prowadził program Wywiad Miesiąca, w którym rozmawiał z takimi politykami jak Margaret Thatcher, Václav Klaus, Qian Qichen czy Henry Kissinger.
Był członkiem założycielem Związku Wyzwolenia Narodowego, został także członkiem Klubu Polskiej Rady Biznesu, rady Klubu Atlantyckiego oraz rady Nagrody im. Jana Karskiego.
Od 2002 do 2005 był członkiem-rezydentem liberalno-prawicowego think tanku American Enterprise Institute (AEI) w Waszyngtonie i dyrektorem wykonawczym New Atlantic Intitiative przy AEI. Był redaktorem cyklu publikacji analitycznych pt. European Outlook, a także organizatorem konferencji międzynarodowych. W 2015, po odejściu z parlamentu, został senior fellow (starszym wykładowcą) w Center for European Studies na Uniwersytecie Harvarda. W 2016 objął funkcję przewodniczącego rady nadzorczej Bydgoskiego Parku Techniczno-Technologicznego, deklarując przekazywanie wynagrodzenia z tego tytułu na cel społeczny. Został także distinguished statesman w Brzezinski Institute on Geostrategy w ramach think tanku Center for Strategic and International Studies oraz członkiem Komitetu Sterującego Grupy Bilderberg.

### Działalność polityczna w III RP

#### Lata 1992–2001
W 1992 w rządzie Jana Olszewskiego pełnił funkcję wiceministra obrony narodowej, opowiadał się za szybką integracją Polski ze strukturami NATO. W późniejszych latach związany był ze zorganizowanym przez Jana Olszewskiego Ruchem Odbudowy Polski.
Od 1 października 1992 do 17 lutego 1995 Wojskowe Służby Informacyjne zainteresowane podwójnym obywatelstwem inwigilowały Radosława Sikorskiego, nadając akcji kryptonim „Szpak”. Teczka z materiałami zgromadzonymi w czasie akcji „Szpak” została odtajniona i upubliczniona przez Radosława Sikorskiego w 2006. W wyborach do Sejmu w 1997 kandydował z listy ROP w okręgu bydgoskim, jednak nie uzyskał mandatu i wkrótce potem rozstał się z tym ugrupowaniem.
W latach 1998–2001 w rządzie Jerzego Buzka był wiceministrem spraw zagranicznych. Zajmował się służbą konsularną, utrzymywaniem kontaktów z Polonią oraz relacji z krajami Azji, Afryki i Ameryki Łacińskiej. W tym samym okresie sprawował funkcję przewodniczącego Fundacji „Pomoc Polakom na Wschodzie”. Zasiadał w prezydium Ruchu Społecznego AWS. W 2001 został przedstawiony na posiedzeniu sejmowej Komisji Spraw Zagranicznych jako kandydat na ambasadora w Belgii.

#### Lata 2005–2014
25 września 2005 został wybrany do Senatu jako kandydat bezpartyjny z ramienia Komitetu Wyborczego Prawa i Sprawiedliwości w okręgu bydgoskim. Kadencję rozpoczął 20 października tego samego roku, w Senacie VI kadencji był członkiem komisji spraw zagranicznych.
31 października 2005 został zaprzysiężony na ministra obrony narodowej w rządzie Kazimierza Marcinkiewicza, a 14 lipca 2006 w rządzie Jarosława Kaczyńskiego. Podczas swojej kadencji w MON przeniósł akta z okresu Układu Warszawskiego do Instytutu Pamięci Narodowej, odtajnił mapy, które obrazowały sowieckie plany użycia broni nuklearnej w konflikcie z NATO, oraz odebrał wojskową emeryturę Helenie Brus.
5 lutego 2007 podał się do dymisji. W mediach jako przyczynę dymisji wskazywał na konflikt z szefem Służby Kontrwywiadu Wojskowego Antonim Macierewiczem, któremu wcześniej udzielił pisemnej reprymendy. Rezygnacja została przyjęta przez premiera Jarosława Kaczyńskiego.
12 września 2007 ogłosił, że będzie kandydował do Sejmu z listy Platformy Obywatelskiej z okręgu bydgoskiego. W wyborach, które odbyły się 21 października tego samego roku, otrzymał 117 219 głosów i zdobył mandat posła na Sejm VI kadencji. Z powodów zdrowotnych nie był obecny na inauguracji Sejmu w dniu 5 listopada 2007, ślubowanie poselskie złożył dzień później. 16 listopada tego samego roku został powołany na stanowisko Ministra Spraw Zagranicznych w pierwszym rządzie Donalda Tuska. W grudniu 2007 wstąpił do Platformy Obywatelskiej, w marcu 2008 został członkiem zarządu krajowego PO, a 8 października 2010 wiceprzewodniczącym partii.
W 2010 był jednym z dwóch (obok Bronisława Komorowskiego) kandydatów biorących udział w partyjnych prawyborach o nominację na kandydata w wyborach prezydenckich z ramienia PO. Przegrał rywalizację stosunkiem głosów 31,5% do 68,5%. W wyborach w 2011 ponownie uzyskał mandat poselski jako lider bydgoskiej listy Platformy Obywatelskiej, dostał 91 720 głosów. W drugim rządzie Donalda Tuska zachował stanowisko ministra spraw zagranicznych. 14 grudnia 2013 ponownie wybrany na wiceprzewodniczącego PO. 22 września 2014 zakończył urzędowanie na stanowisku ministra.
W polityce zagranicznej głównym punktem odniesienia dla Radosława Sikorskiego była UE. Jako minister aktywizował współpracę w ramach Trójkąta Weimarskiego. W okresie jego urzędowania ustanowiono Dzień Służby Zagranicznej, Polski Instytut Dyplomacji oraz Nagrodę Solidarności im. Lecha Wałęsy. Jego decyzją przy ambasadach powstały Polonijne Rady Konsultacyjne. W ramach polityki europejskiej razem z Carlem Bildtem był głównym inicjatorem wschodniej polityki UE, tzw. Partnerstwa Wschodniego. Był też inicjatorem powołania Europejskiego Funduszu na rzecz Demokracji oraz pomysłodawcą Nagrody Solidarności.
W sierpniu 2008 w imieniu polskiego rządu podpisał wraz z sekretarz stanu USA Condoleezzą Rice umowę dotyczącą umiejscowienia bazy tarczy antyrakietowej w Polsce. W lipcu 2010 w związku ze zmianą koncepcji obrony balistycznej ze strony USA przez nową administrację amerykańską w obecności Radosława Sikorskiego i Hillary Clinton podpisano aneks do umowy przewidujący zamontowanie w bazie rakiet krótszego zasięgu zdolnych do obrony terytorium Polski.
W listopadzie 2011, w trakcie trwającego europejskiego kryzysu finansowego, wygłosił w Berlinie przemówienie pt. Polska a przyszłość Unii Europejskiej dla Niemieckiego Towarzystwa Polityki Zagranicznej. Ostrzegał w nim, że państwa członkowskie UE stoją w obliczu wyboru pomiędzy głębszą integracją gospodarczą a upadkiem strefy euro, ponadto wskazywał w nim, że mniej się obawia „niemieckiej potęgi niż niemieckiej bezczynności”, wzywając Niemcy do objęcia przywództwa w działaniach dla utrzymania strefy euro. Wystąpienie to spotkało się z szerokim odzewem w mediach oraz wśród europejskich polityków.
W lutym 2014 został poproszony przez Catherine Ashton, aby rozpocząć misję dyplomatyczną w Kijowie. W trakcie wydarzeń Euromajdanu brał udział w negocjacjach między ukraińskimi stronami konfliktu. 21 lutego 2014 w obecności Radosława Sikorskiego i Franka-Waltera Steinmeiera liderzy opozycji i prezydent Wiktor Janukowycz podpisali porozumienie dotyczące utrzymania rządów konstytucyjnych i promowania pokojowych reform na Ukrainie.
W 2014 w trakcie negocjacji nad nowym składem organów Unii Europejskiej był przez polski rząd wysuwany jako kandydat na stanowisko wysokiego przedstawiciela UE, funkcję tę objęła jednak Federica Mogherini.

#### Lata 2014–2019

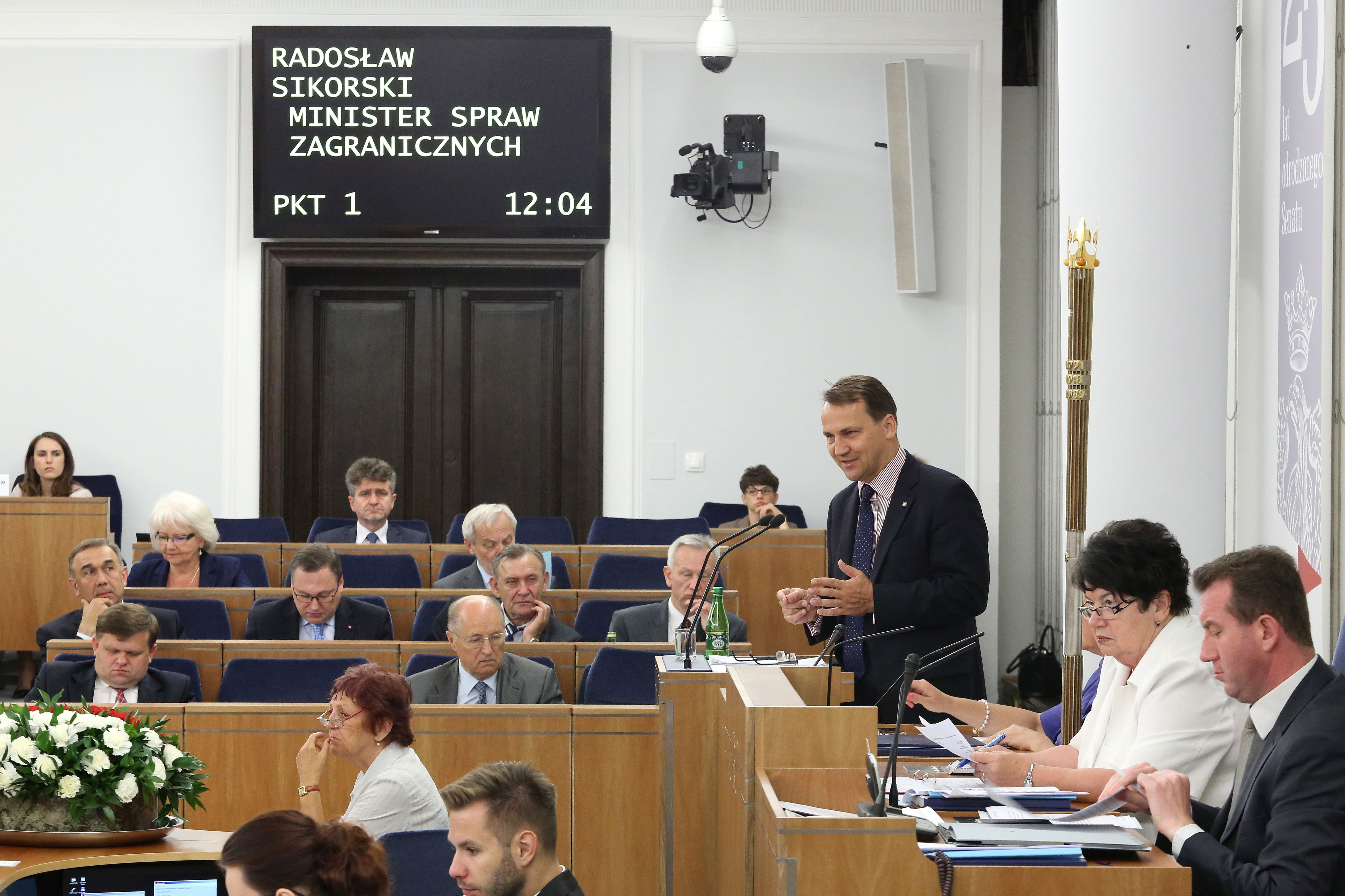
Radosław Sikorski podczas przemówienia w Senacie (2014)

Po odejściu z rządu został następnie ogłoszony kandydatem koalicji rządzącej na stanowisko marszałka Sejmu w miejsce Ewy Kopacz, która zrezygnowała z tej funkcji w związku z objęciem funkcji prezesa Rady Ministrów. 24 września 2014 został wybrany na ten urząd 233 głosami za wobec 143 przeciw i przy 62 wstrzymujących się.
Był jedną z osób, których prywatne rozmowy zostały nielegalnie nagrane, a następnie od 2014 były ujawniane w ramach tzw. afery podsłuchowej. W przypadku Radosława Sikorskiego objęła ona m.in. rozmowę z Jackiem Rostowskim, podczas której wypowiadał się krytycznie o współpracy polsko-amerykańskiej. W trakcie tej afery zapowiedział podanie się do dymisji z funkcji marszałka Sejmu. Oficjalnie zrezygnował z tego stanowiska 23 czerwca 2015. Nie wystartował także w wyborach parlamentarnych w 2015. W tym samym roku był jednym z założycieli komitetu wyborczego Bronisława Komorowskiego w wyborach prezydenckich.
W Sejmie VII kadencji w 2015 był członkiem Komisji Obrony Narodowej. W 2016 zrezygnował z funkcji wiceprzewodniczącego PO. Zasiadał w radzie programowej Instytutu Obywatelskiego, pełnił funkcję jego przewodniczącego. W 2017 został członkiem rady doradczej organizowanej w Zjednoczonych Emiratach Arabskich konferencji Sir Bani Yas Forum.

#### Lata 2019–2023

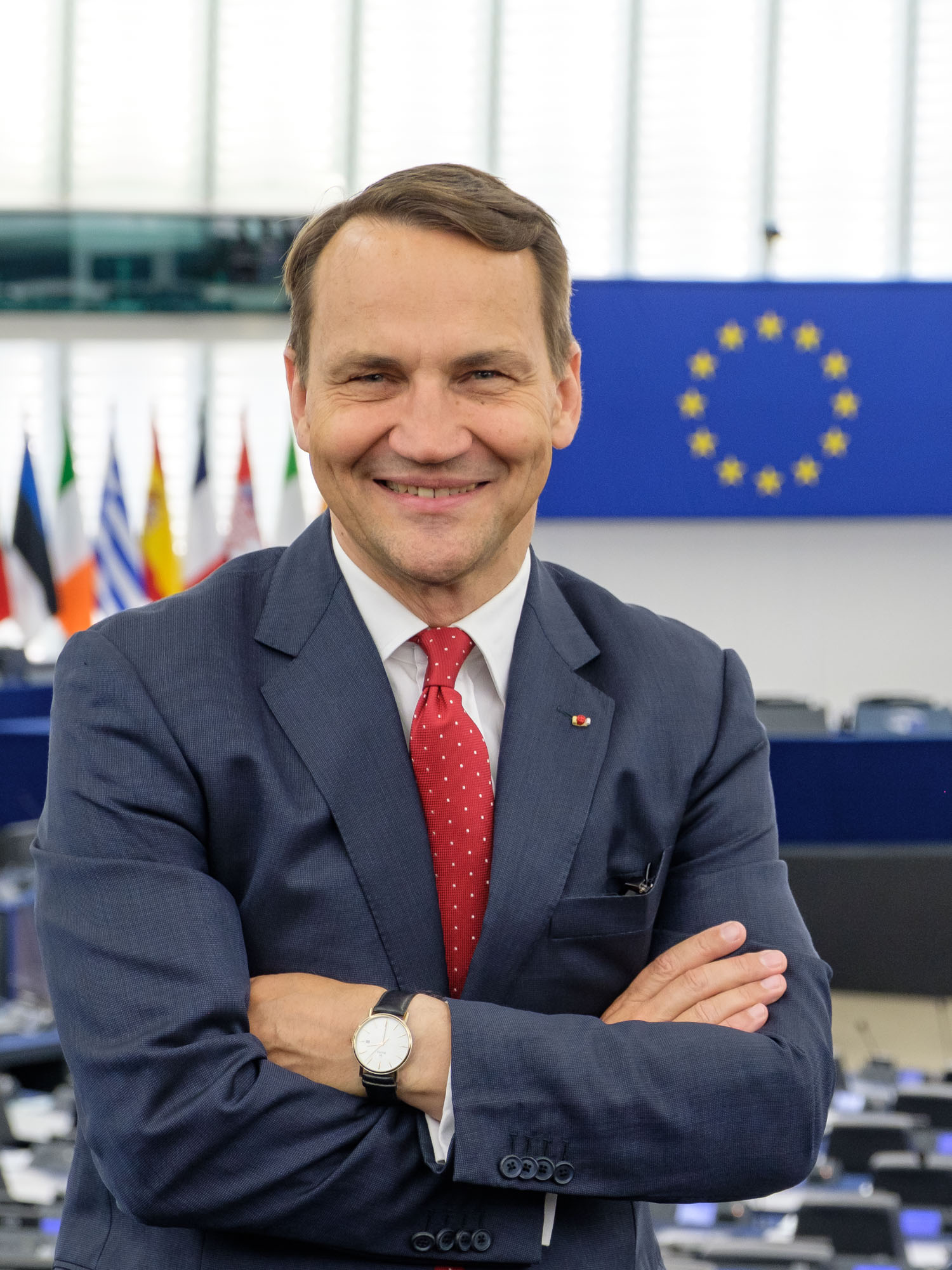
Radosław Sikorski w Strasburgu (2019)

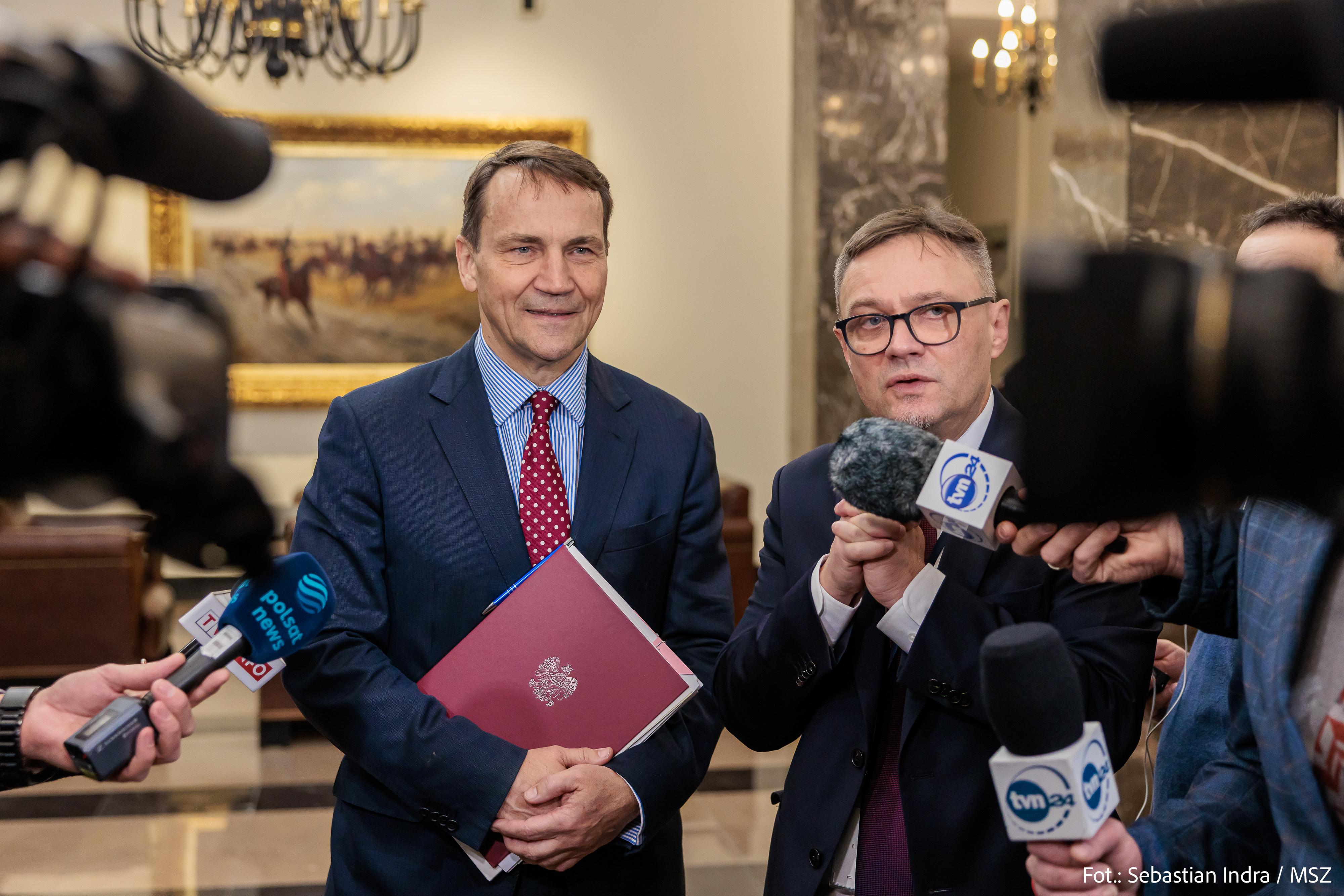
Radosław Sikorski podczas konferencji prasowej (2023)

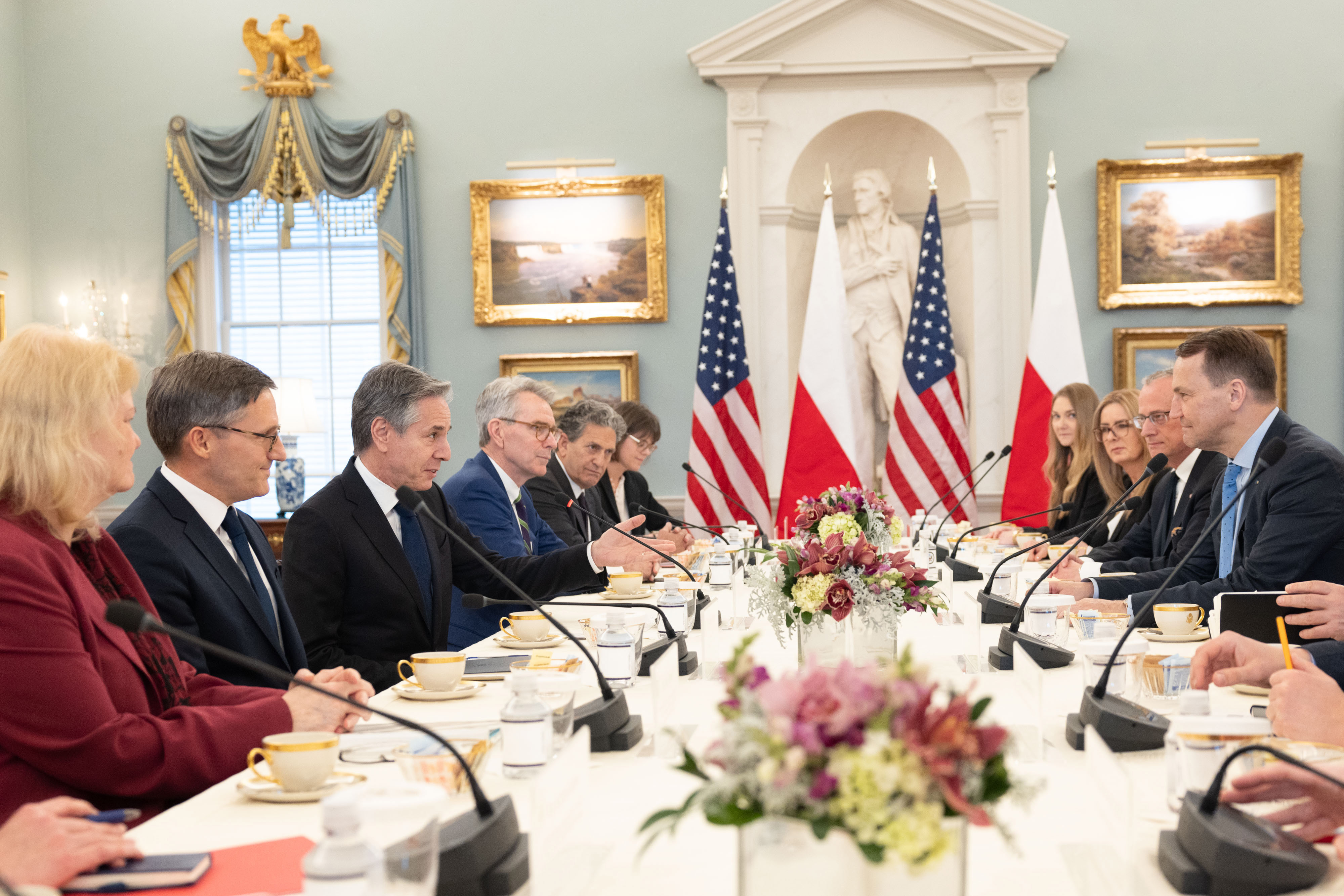
Radosław Sikorski i Antony Blinken podczas spotkania dotyczącego sankcji wobec Rosji oraz współpracy militarnej (2024)

W wyborach w 2019 uzyskał mandat posła do Parlamentu Europejskiego z 1. miejsca na liście komitetu Koalicja Europejska jako reprezentant PO w okręgu obejmującym województwo kujawsko-pomorskie (otrzymał 129 339  głosów). W PE dołączył do grupy Europejskiej Partii Ludowej. Został przewodniczącym Delegacji do spraw stosunków ze Stanami Zjednoczonymi, a także członkiem Komisji Spraw Zagranicznych oraz Podkomisji Bezpieczeństwa i Obrony.
Był wymieniany jako jeden z głównych kandydatów do zastąpienia Małgorzaty Kidawy-Błońskiej po jej rezygnacji ze startu w drugich wyborach prezydenckich w 2020; ostatecznie kandydatem na prezydenta RP z ramienia Koalicji Obywatelskiej został Rafał Trzaskowski.
Po rosyjskiej inwazji z 2022 zaangażował się w działania pomocowe na rzecz Ukrainy, będąc fundatorem sprzętu i uczestnikiem konwojów humanitarnych.

#### Od 2023
12 grudnia 2023 Sejm X kadencji wybrał go na urząd ministra spraw zagranicznych w trzecim rządzie Donalda Tuska. Następnego dnia został przez prezydenta RP Andrzeja Dudę powołany na to stanowisko. W konsekwencji wygasł jego mandat eurodeputowanego; w Parlamencie Europejskim zastąpił go Krzysztof Brejza.
W listopadzie 2024 wystartował w prawyborach Koalicji Obywatelskiej wyłaniających jej kandydata na prezydenta w planowanych na następny rok wyborach prezydenckich. Przegrał w nich z Rafałem Trzaskowskim, uzyskując 25,25% głosów.
23 lipca 2025 Donald Tusk ogłosił go kandydatem na urząd wiceprezesa Rady Ministrów. Następnego dnia został powołany przez prezydenta RP na to stanowisko.

## Wyniki wyborcze
| Wybory | Komitet wyborczy  | Komitet wyborczy       | Organ                            | Okręg | Wynik            |
| ------ | ----------------- | ---------------------- | -------------------------------- | ----- | ---------------- |
| 1997   |                   | Ruch Odbudowy Polski   | Sejm III kadencji                | nr 6  | 7027 (1,85%)     |
| 2005   |                   | Prawo i Sprawiedliwość | Senat VI kadencji                | nr 4  | 76 370 (26,14%)  |
| 2007   |                   | Platforma Obywatelska  | Sejm VI kadencji                 | nr 4  | 117 291 (28,00%) |
| 2011   | Sejm VII kadencji | Platforma Obywatelska  | 91 720 (24,95%)                  | nr 4  |                  |
| 2019   |                   | Koalicja Europejska    | Parlament Europejski IX kadencji | nr 2  | 129 339 (19,49%) |

## Odznaczenia i wyróżnienia
Ordery i odznaczenia
- Odznaka „Zasłużony Działacz Kultury”
- Odznaka honorowa „Zasłużony dla Kultury Polskiej”
- Odznaka pamiątkowa Ministerstwa Obrony Narodowej – 2005, ex officio
- Odznaka honorowa „Husarz Polski” – 2006
- Gwiazda Tysiąclecia Litwy – Litwa, 2008[80]
- Honorary Companion with Breast Star Orderu Narodowego Zasługi – Malta, 2009[81]
- Order „Za Zasługi” I Stopnia (nr 407) – Ukraina, 2009[82]
- Komandor Krzyża Wielkiego Orderu Gwiazdy Polarnej – Szwecja, 2011[83]
- Order Księcia Jarosława Mądrego III klasy – Ukraina, 2011[84]
- Wielki Oficer Orderu Legii Honorowej – Francja, 2012
- Komandor Orderu Świętego Karola – Monako, 2012[85]
- Wielki Oficer Orderu Korony – Belgia, 2013
- Prezydencki Order Doskonałości – Gruzja, 2013[86]
- Wielki Oficer Orderu Trzech Gwiazd – Łotwa, 2013[87]
- Wielki Komandor Orderu Honoru – Grecja, 2014[88]
- Krzyż Komandorski z Gwiazdą Orderu Zasługi – Węgry, 2014[89]
- Order Honoru(inne języki) – Mołdawia, 2014[90]
- Order Krzyża Ziemi Maryjnej I klasy – Estonia, 2014[91]
- Krzyż Dobrosąsiedztwa – Zjednoczony Gabinet Przejściowy Białorusi, 2024[92]

Nagrody i wyróżnienia
- Nagroda World Press Photo w 1988[11]
- Nagroda Literacka dla Młodych Pisarzy „The Spectator” i „The Sunday Telegraph”
- „Człowiek Roku 2005” według „Gazety Polskiej” (w 2011 wyróżniony zwrócił nagrodę)[93]
- Wiktor 2006 w kategorii Najpopularniejszy polityk
- Laur Umiejętności i Kompetencji 2009 przyznawany przez Regionalną Izbę Gospodarczą w Katowicach
- Złota Odznaka nr 1 Związku Polaków na Litwie (2010)[94]
- Zaliczony do grona „Top 100 Global Thinkers 2012” przez magazyn „Foreign Policy” za „mówienie prawdy, nawet gdy nie jest to dyplomatyczne”[95]
- Członek honorowy Pembroke College – kolegium Uniwersytetu Oksfordzkiego, 2025[96]

## Życie prywatne

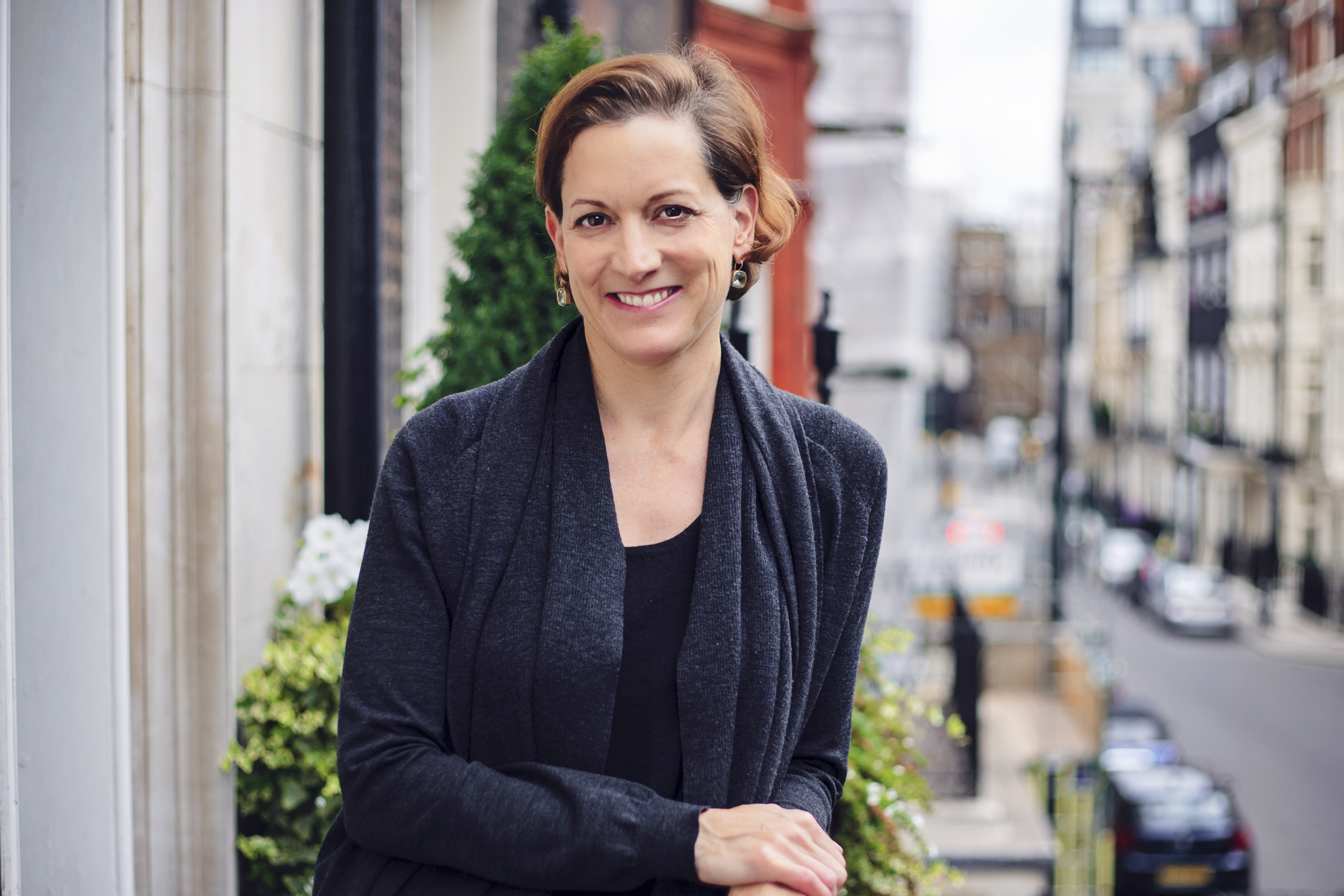
Anne Applebaum – żona Radosława Sikorskiego

Syn Jana i Teresy z domu Paszkiewicz. Jego dziadek Kazimierz Paszkiewicz był kierownikiem szkoły w Łochowie. Bratem jego babki był ksiądz Roman Zientarski.
W latach 80. był przez kilka lat związany z brytyjską aktorką Olivią Williams. W 1992 jego żoną została amerykańska dziennikarka i pisarka Anne Applebaum. Mają dwóch synów: Aleksandra i Tadeusza. Wraz z rodziną zamieszkał w dworze z 1860 w Chobielinie, odrestaurowanym w latach 1989–1999.
Od połowy lat 80. posiadał również obywatelstwo brytyjskie, którego zrzekł się w 2006.
Zna język angielski i francuski.

## Publikacje
- Moscow’s Afghan war. Soviet motives and western interests, 1987.
- Prochy Świętych – Podróż do Heratu w czas wojny, 1995.
- Full circle. A homecoming to free Poland, 1997.
- The Polish House. An Intimate History of Poland, 1998.
- Strefa zdekomunizowana, 2007 (wywiad rzeka przeprowadzony przez Łukasza Warzechę).
- Polska może być lepsza. Kulisy polskiej dyplomacji, 2018.
- W okopie, w redakcji, w ministerstwie, 2022.
- Polska. Stan państwa, 2022.